# Nueva Frontera, Mexiko
Nueva Frontera är en ort i Mexiko.   Den ligger i kommunen Acapulco de Juárez och delstaten Guerrero, i den södra delen av landet, 290 km söder om huvudstaden Mexico City. Nueva Frontera ligger 26 meter över havet och antalet invånare är 1 077.
Terrängen runt Nueva Frontera är kuperad åt nordväst, men åt sydost är den platt. Runt Nueva Frontera är det tätbefolkat, med 397 invånare per kvadratkilometer. Närmaste större samhälle är Acapulco, 8,4 km väster om Nueva Frontera. Omgivningarna runt Nueva Frontera är en mosaik av jordbruksmark och naturlig växtlighet.